# 新生站 (千葉縣)
35°43′51.7″N 140°50′6.2″E / 35.731028°N 140.835056°E

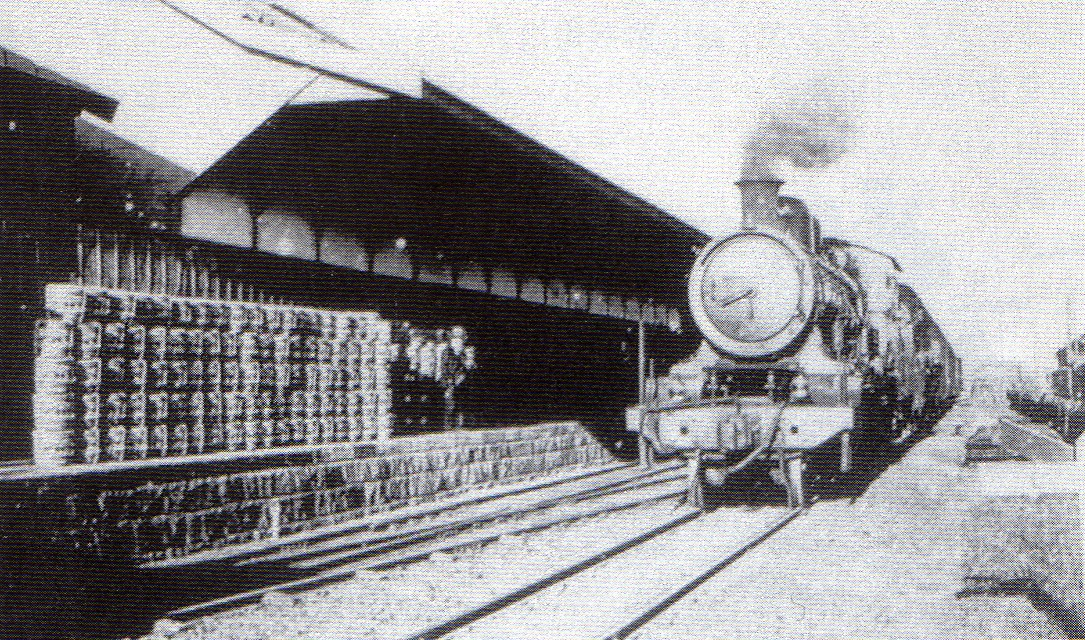
新生站

新生站是日本國有鐵道總武本線的已廢棄鐵路車站（貨運車站），曾經存在於日本千葉縣銚子市的新生町。該貨運站於1900年啟用，1978年關閉。